# Lachemilla rupestris
Lachemilla rupestris är en rosväxtart som först beskrevs av Carl Sigismund Kunth, och fick sitt nu gällande namn av Werner Hugo Paul Rothmaler. Lachemilla rupestris ingår i släktet Lachemilla och familjen rosväxter. IUCN kategoriserar arten globalt som sårbar. Inga underarter finns listade i Catalogue of Life.